# There’s a Home
There's a Home — дебютный студийный альбом лас-вегасской рок-группы I Am, изданный лейблом U Call It Productions в 1995 году; единственный коммерческий релиз этой группы, распавшейся в этом же году; также первый коммерческий альбом с участием Фрэнка Клепаки, впоследствии получившего известность в качестве видеоигрового композитора. Альбом в своём звучании испытал влияние групп Tool и Soundgarden, получивших благодарность от участников группы в буклете к альбому.
Песня «Destructible Times» с этого альбома в том же 1995 году вошла в саундтрек видеоигры Command & Conquer, послужив темой финальных титров кампании за Братство Нод. По словам Клепаки, команда разработчиков из Westwood Studios запросила использовать эту песню, по их мнению, «отлично отражавшую тему войны и мрачное обаяние Братства Нод». Впоследствии — в 2012 году — вокалист группы Грег Грир подал иск на Electronic Arts за нарушение авторских прав относительно этой песни.
Несмотря на распад своей первой группы, Клепаки продолжал поддерживать её музыку, распространяя альбом на продажу через свой сайт, а также тематические футболки, отсылающие к «Destructible Times».

## Список композиций
| №   | Название                | Длительность |
| --- | ----------------------- | ------------ |
| 1.  | «Element»               | 4:49         |
| 2.  | «There's a Home»        | 4:45         |
| 3.  | «Finding Myself»        | 2:04         |
| 4.  | «Buzz»                  | 3:56         |
| 5.  | «Progressive»           | 2:53         |
| 6.  | «Stand Alone»           | 4:29         |
| 7.  | «Costly»                | 3:05         |
| 8.  | «Bad Daze»              | 4:16         |
| 9.  | «Eyes»                  | 4:34         |
| 10. | «My Way»                | 4:27         |
| 11. | «Destructible Times»    | 3:58         |
| 12. | «Laughing It Off»       | 5:22         |
| 13. | «I Will» (скрытый трек) | 2:20         |

## Участники записи
| I Am - Грег Грир — вокал - Дэн Райан — акустическая и электрогитара - Род Арнетт — бас-гитара - Фрэнк Клепаки — ударные | Дополнительный персонал - Майкл Лор — фотограф - Бретт Хансен — звукоинженер - Брайан Гамильтон — мастеринг |